# Theo van Gogh (Kunsthändler)

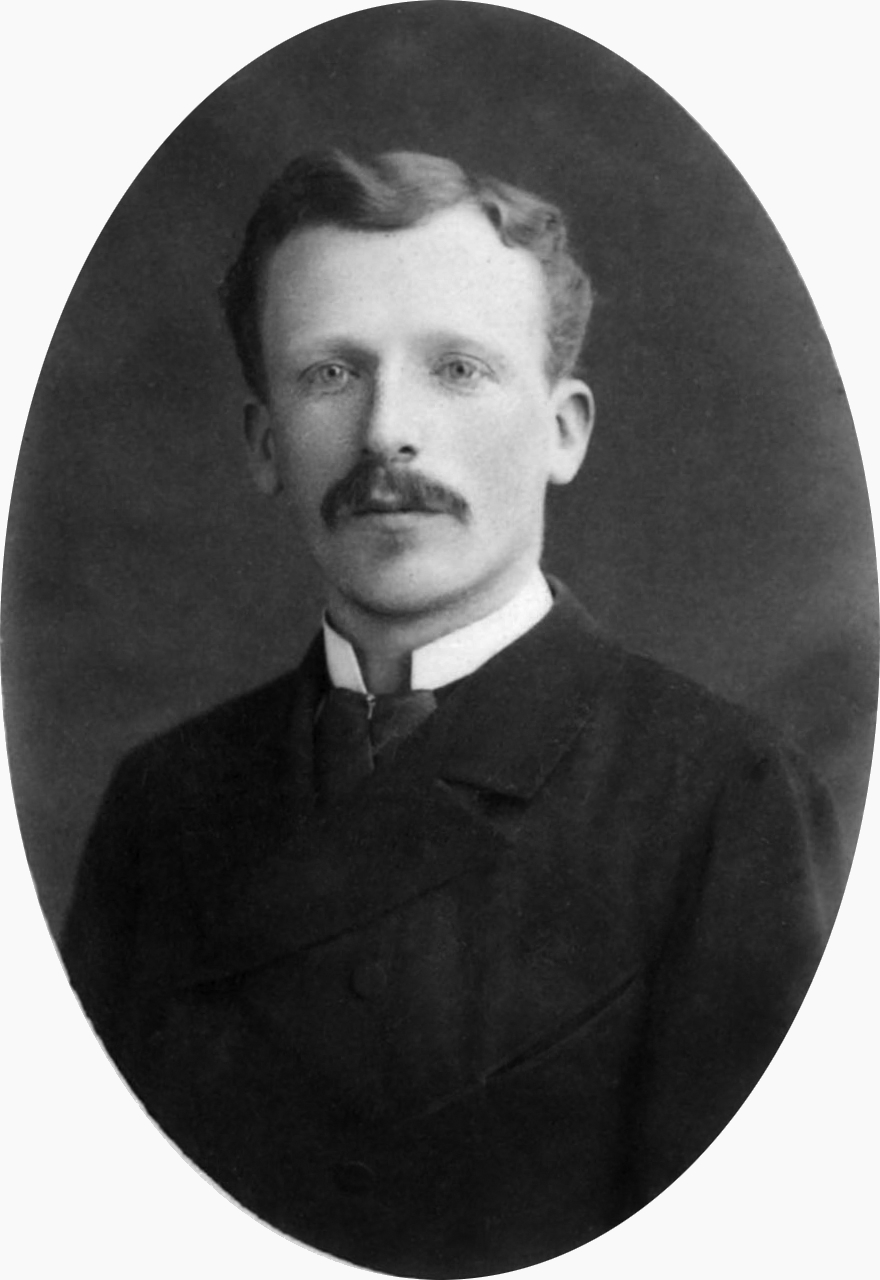
Theo van Gogh (1857–1891), Bruder von Vincent van Gogh. Photo Ernest Ladrey um 1888

Theodorus „Theo“ van Gogh (* 1. Mai 1857 in Groot-Zundert bei Breda; † 25. Januar 1891 in Utrecht) war ein niederländischer Kunsthändler und -sammler. Er war ein jüngerer Bruder des Malers Vincent van Gogh und Urgroßvater des Regisseurs Theo van Gogh.

## Leben
Theo van Gogh wurde als Sohn des Pfarrers der niederländisch-reformierten Kirche, Theodorus van Gogh, und der Buchbindertochter Anna Cornelia Carbentus (1819–1907) geboren. 1873 begann er eine Ausbildung in der Brüsseler Kunsthandlung Goupil & Cie, der einer seiner Onkel als Teilhaber angehörte. Er bewährte sich und leitete später eine der Pariser Niederlassungen der Galerie. In einer Zeit, als diese noch um Anerkennung kämpften, setzte er sich dort für den Verkauf von Bildern der Impressionisten und Postimpressionisten ein.
Bekannt wurde Theo van Gogh jedoch vor allem durch die Beziehung zu seinem vier Jahre älteren Bruder Vincent. Über Jahre hinweg unterstützte er den kommerziell erfolglosen Maler mit regelmäßigen Zahlungen, wofür er, einer Vereinbarung gemäß, einen Großteil von dessen damals unverkäuflichen Bildern erhielt. Zugleich förderte er den Bruder mit Zuwendung und Zuspruch und war dessen wichtigste Bezugsperson. Der umfangreiche Briefwechsel, den die Brüder ab 1872 führten, gibt Aufschluss sowohl über Vincents Leben als auch über seine Gedanken zur Malerei und ist eine wichtige Quelle der Van-Gogh-Forschung.

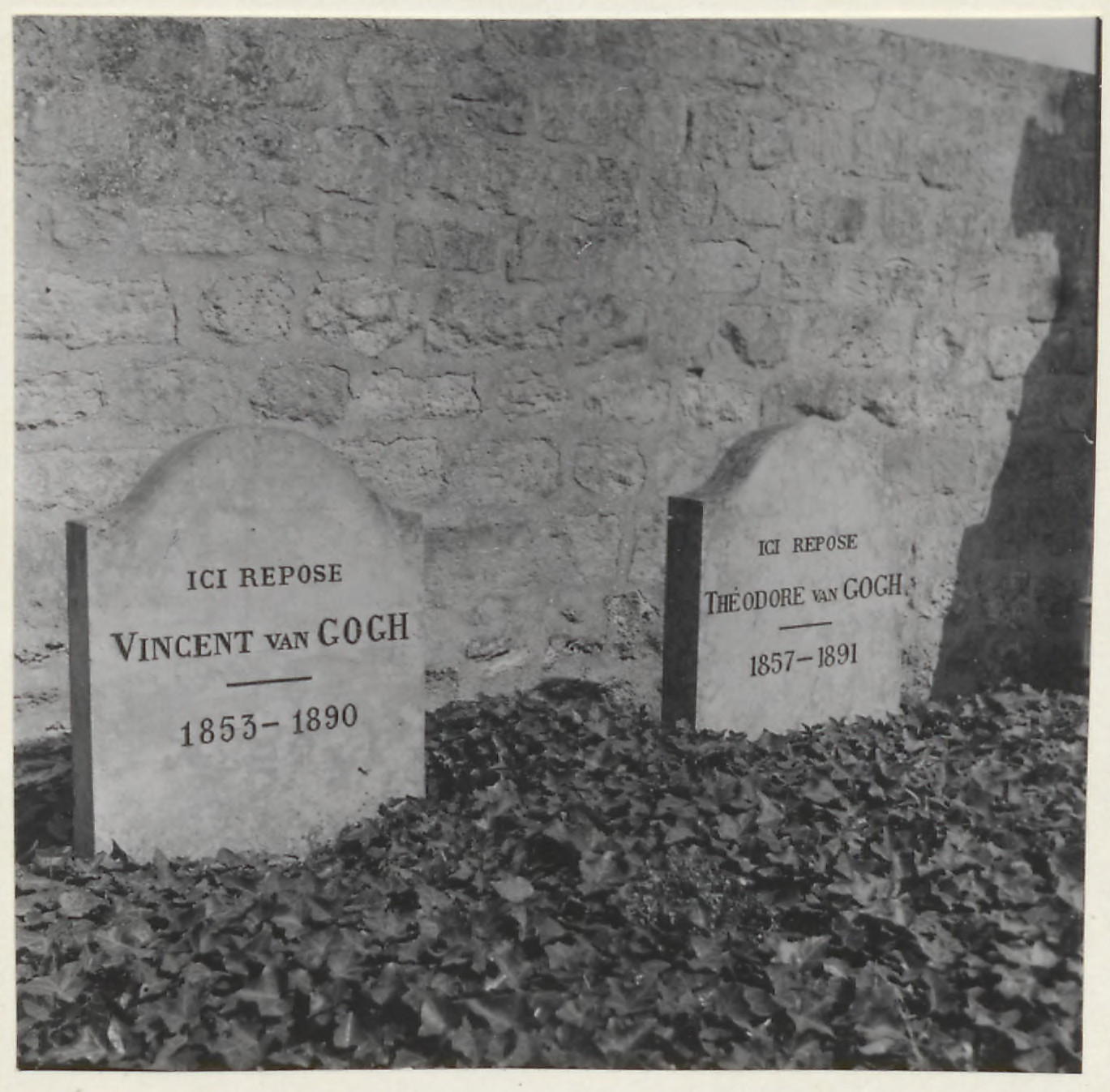
Grabsteine von Vincent und Theo van Gogh auf dem Cimetière d'Auvers-sur-Oise. Foto: Emmy Andriesse, zwischen 1951 und 1952

1889 heiratete Theo van Gogh die Kunstsammlerin Johanna Bonger, ein Jahr später kam der gemeinsame Sohn Vincent Willem zur Welt. Der Tod des Bruders am 29. Juli 1890 traf Theo van Gogh schwer. Für ihn begann damit eine Phase umfangreicher Aktivitäten: Neben der Beerdigung organisierte er eine Gedächtnisausstellung (die schließlich in seiner Wohnung stattfand) und bemühte sich um ein Buchprojekt. In der Literatur wird die daraus resultierende Überarbeitung in Verbindung mit einem ohnehin schlechten Gesundheitszustand als Auslöser für den geistigen Zusammenbruch genannt, den Theo van Gogh im Oktober 1890 erlitt. Seine Familie ließ ihn in eine Nervenheilanstalt in Utrecht überführen, wo er am 25. Januar 1891 im Alter von 33 Jahren an den Folgen einer Syphiliserkrankung starb. Nach einer Umbettung ist er nun in Auvers-sur-Oise bei Paris, dem letzten Wohnort seines Bruders, an dessen Seite begraben.